# 2018 год в авиации
Список событий в авиации в 2018 году.

## События
- 19 января — первый полёт самолёта заправщика Ил-78М-90А, который является модификацией транспортного самолёта Ил-76МД-90А.[1]

### Аварии и катастрофы
- 13 января — Авария Boeing 737 в Трабзоне.
- 11 февраля — Катастрофа Ан-148 в Подмосковье.
- 18 февраля — Катастрофа ATR 72-200 под Семиромом.
- 6 марта — Катастрофа Ан-26 над Хмеймимом.
- 12 марта — Катастрофа DHC-8 в Непале.
- 11 апреля — Катастрофа Ил-76 в Алжире
- 17 апреля — Происшествие с Boeing 737 над Бернвиллем.
- 18 мая — Катастрофа Boeing 737 в Гаване.
- 17 сентября — Катастрофа Ил-20 в Сирии.
- 29 октября — Катастрофа Boeing 737 возле Джакарты.
- 9 ноября — Авария Boeing 757 в Джорджтауне.